# Sharon Kovacs
Pour les articles homonymes, voir Kovacs.
Sharon Kovacs, appelée simplement Kovacs, née le 15 avril 1990 à Baarlo, est une chanteuse néerlandaise. Enfant, elle commence à chanter des titres de Janis Joplin, Tina Turner et Otis Redding. « Personne n’était musicien dans ma famille. Enfin, mon père l’était mais je ne l’ai pas connu. Mes parents me demandaient toujours de me taire dès que j’ouvrais la bouche. Aujourd’hui ce sont mes plus grands fans. ». Elle se fait connaître en 2014 par son single My Love.

## Biographie
Elle étudie au Rock City Institute à Eindhoven en 2009. Elle envoie quelques titres et sa reprise de Grace Jones I've Seen That Face Before (Libertango) au guitariste et producteur Oscar Hollemanen en 2013. Elle travaille avec lui sur son premier album My Love dont l'enregistrement a lieu à La Havane et qui comprend le titre du même nom. 
En août 2014, le single « My Love » entre au classement néerlandais Tipparade (nl). Le 1er juin 2014, la radio NPO 3FM la classe 3FM Serious Talent. Ce single présente, dans son introduction, des similitudes avec "L'amour est un oiseau rebelle", extrait de l'opéra Carmen. En 2014, elle apparaît dans plusieurs festivals de musique, notamment le North Sea Jazz Festival et A Campingflight to Lowlands Paradise. 
En 2015, elle sort son premier album Shades of Black. Shades Of Black se classe dans 36 pays, dont le Top 10 en Allemagne et atteint la première place aux Pays-Bas. Elle remporte le 3FM Award et l’Edison Award de la révélation de l’année (l’équivalent d’une Victoire de la musique). Elle participe aux plus grands festivals européens (Glastonbury, Sziget, Pinkpop et Rock Werchter). Elle signe un contrat avec l’agence de mannequins Viva Paris. 
En 2016, elle donne une série de concerts en collaboration de Métropole Orkest, orchestré par Jules Buckley. La même année, à la fin de sa tournée, elle cesse de collaborer avec Oscar Holleman et ses musiciens. Elle décroche un European Border Breakers Award, trophée qui récompense un artiste émergent. 
En juillet 2019, elle est au Lollapalooza France le dimanche 21 juillet sur l'Alternative Stage.

## Discographie

### Album
- Shades of Black (2015)
- Cheap Smell (2018)
- Child Of Sin (2023)

### Singles
- My Love (2014)
- Diggin (2015)
- The Devil You Know (2015)
- Black Spider (2018)
- It's the Week-end  (2018)
- I Better Run (2018)
- Mama & Papa (2018)
- Snake Charmer (2019)
- Mata Hari (2020)
- Tutti Frutti Tequila (2021)
- Not Scared Of Giants (2022)

## Sources
- (de) Cet article est partiellement ou en totalité issu de l’article de Wikipédia en allemand intitulé « Sharon Kovacs » (voir la liste des auteurs).

1. ↑  (en) Kovacs, rateyourmusic.com.
2. ↑  (nl) Kovacs, biographie, 3FM.nl.